# Cylindrostoma cyprinae
Cylindrostoma cyprinae är en plattmaskart. Cylindrostoma cyprinae ingår i släktet Cylindrostoma och familjen Cylindrostomidae. Inga underarter finns listade i Catalogue of Life.